# Matthieu Sprick
Matthieu Sprick (Sarreguemines, 29 september 1981) is een Frans voormalig wielrenner. Hij was beroepsrenner tussen 2004 en 2014. 

## Biografie
In 2006 eindigde Matthieu Sprick als derde in het jongerenklassement van de Ronde van Frankrijk. Vanaf 2004 tot 2010 reed hij voor het Franse Brioches La Boulangère en haar opvolger Bouygues Télécom. Vanaf 2011 kwam hij uit voor de Nederlandse ploeg Skil-Shimano, vanaf 2012 Argos-Shimano genoemd. Na een goed eerste seizoen, werd hij in mei 2013 getroffen door een beroerte waardoor hij niet meer in actie kon komen als beroepsrenner.

## Belangrijkste resultaten
2003
- 5de etappe Ronde de l'Isard d'Ariège (beloften)
- 3de in het Frans kampioenschap

2004
- Tour du Doubs
- 12de in het eindklassement van de Ronde van de Toekomst

2006
- 9de in het eindklassement van de Ronde van de Toekomst

2008
- 1e etappe Ronde van Langkawi

## Resultaten in voornaamste wedstrijden
| Jaar | Ronde van Italië | Ronde van Frankrijk | Ronde van Spanje |
| ---- | ---------------- | ------------------- | ---------------- |
| 2004 |                  |                     |                  |
| 2005 |                  | 120e                |                  |
| 2006 |                  | 50e                 |                  |
| 2007 |                  | opgave              |                  |
| 2008 |                  | 142e                |                  |
| 2009 | 75e              |                     | 57e              |
| 2010 |                  | 99e                 | 52e              |
| 2011 |                  |                     |                  |
| 2012 |                  | 113e                |                  |
| 2013 |                  |                     |                  |

| Jaar | Milaan-San Remo | Amstel Gold Race | Luik-Bast.‑Luik | Waalse Pijl |  | Wereldranglijsten |
| ---- | --------------- | ---------------- | --------------- | ----------- |  | ----------------- |
| 2004 |                 |                  |                 |             |  |                   |
| 2005 |                 |                  |                 |             |  |                   |
| 2006 |                 |                  |                 |             |  |                   |
| 2007 |                 |                  |                 | 80e         |  | 103e (UPT)        |
| 2008 |                 | 135e             |                 | 61e         |  |                   |
| 2009 |                 | 50e              |                 | 37e         |  |                   |
| 2010 |                 |                  |                 | 138e        |  |                   |
| 2011 |                 | 120e             |                 | 76e         |  |                   |
| 2012 |                 | 117e             | 91e             | 136e        |  |                   |
| 2013 | opgave          |                  |                 |             |  |                   |